# Christian Wilhelm Petersen
Christian Wilhelm Petersen (* 26. April 1811 in Hamburg; † 12. Februar 1886 in Ochsenwärder) war ein deutscher Hofbesitzer und Landvogt.

## Leben
Christian Wilhelm Petersen war ein Sohn des Hamburger Stadtbuchschreibers Marcus Hermann Petersen (1784–1860), sein Bruder war der Hamburger Bürgermeister Carl Friedrich Petersen (1809–1892). Als Hofbesitzer in der ländlichen Gemeinde Ochsenwärder hat sich Petersen in verschiedenen Ämtern engagiert. So war er dort von 1862 bis 1872 Landvogt und gleichzeitig Vorsitzender der Deichgeschworenen. Von 1873 bis 1883 amtierte er als Vorsitzender des Gemeindevorstands. Darüber hinaus war Petersen von 1863 bis 1874 Schätzungsbürger auf dem Landgebiet und 1875 bis 1882 Steuerschätzungsbürger für die Landherrenschaft der Marschlande. Von 1870 bis 1875 fungierte er als Mitglied der Wahlkommission für die Geschworenen.
Petersen war von 1859 bis 1865 Mitglied der Hamburgischen Bürgerschaft.
Christian Wilhelm Petersen heiratete Margaretha Rebecca Blecken († 1888), sie hatten zwei Töchter und einen Sohn.